# Zdeňka Pešatová
Zdeňka Pešatová (18 gennaio 1999) è una saltatrice con gli sci ceca.

## Biografia
La Pešatová, attiva in gare FIS dal gennaio del 2013, ha esordito in Coppa del Mondo il 12 dicembre 2015 a Nižnij Tagil (36ª) e ai Campionati mondiali a Seefeld in Tirol 2019, dove è stata 9ª nella gara a squadre.

## Palmarès

### Coppa del Mondo
- Miglior piazzamento in classifica generale: 42ª nel 2016